# Geen ja, geen nee
Geen ja, geen nee was een spelletje op de Nederlandse radio dat in de jaren 70 van de twintigste eeuw werd gespeeld. Het spelletje werd gepresenteerd door Elles Berger. Het spelletje werd onder meer gespeeld in het radioprogramma Klink Klaar, dat ze samen met Joop Smits presenteerde. 
Een aantal luisteraars speelde een aantal keer het spelletje. Hierbij was het de bedoeling dat gedurende een bepaald aantal seconden de kandidaat die een gesprek met Elles aanging, niet het woord ja of nee gebruikte. Gebruikte de kandidaat het woord toch dan klonk een harde zoemer. De kandidaat die het lukte de beide woorden niet uit te spreken kon een prijs winnen.
In later jaren kwamen er een aantal varianten op het spelletje zoals Zeg 's euh in het radioprogramma Weeshuis van de hits. Een combinatie van deze twee spelletjes werd later gespeeld in het Nederlandse tv-programma Ik hou van Holland.     
Later werd het spel wekelijks gespeeld in Rons Radioshow door Ron Brandsteder. Twee kandidaten namen het gescheiden van elkaar tegen elkaar op. Wie de kleinste tijd had won. Wie binnen 10 seconden toch "ja" of "nee" zei kreeg eenmalig een herkansing.
Gerard Cox en Frans Halsema hadden in hun theaterprogramma een persiflage op het spelletje. Herman Finkers had een variant onder de titel 'Geen jager geen neger' in zijn programma 'Dat heeft zo'n jongen toch niet nodig'.